# Raimon Casellas
Raimon Casellas Dou (Barcelona, 7 de enero de 1855-San Juan de las Abadesas, 2 de noviembre de 1910) fue un crítico de arte, narrador y periodista español, autor de Els sots feréstechs (1901), considerada la primera novela modernista.

## Trayectoria
Su padre murió cuando él tenía nueve meses de edad. En 1864 comenzó a estudiar en el seminario Conciliar de Barcelona los estudios eclesiásticos: estudió Latín, Humanidades y Filosofía. Cuando murió su madre y su abuelo materno (1872), Raimon Casellas, con diecisiete años, quedó heredero único y abandonó los estudios haciéndose cargo del negocio familiar, una tintorería. En octubre de 1884, se casó con Rafaela Escobar Manrique, originaria de Murcia y emigrada a Barcelona.
Sus primeros versos los escribió en castellano porque asistía a tertulias en esta lengua. En 1887 se hizo socio del Ateneo de Barcelona. Casellas comenzó a escribir de manera fija como crítico de arte en L'Avenç en marzo de 1891 donde aportaba agresividad, ninguna concesión a los valores establecidos y menosprecio por la cultura catalana anterior que consideraba «rancia», «anticuada» y «tradicionalista». El 17 de marzo de 1892 apareció su primera crítica artística en La Vanguardia y dejó L'Avenç. A partir de 1893 y hasta 1899 colaboró asiduamente en La Vanguardia. Los críticos José Yxart y Joan Sardà fueron los primeros que reconocieron su valor como crítico. En  1892 fue nombrado miembro de la Junta de Museos de Arte de Barcelona, desde donde trabajó para recuperar e indexar el arte medieval catalán. En 1893 liquidó el negocio familiar.
En 1893 visitó París con Santiago Rusiñol y Ramón Casas. Esta visita supuso su descubrimiento de las tendencias del arte moderno. Casellas se convirtió en uno de los críticos de arte más influyentes de Cataluña. Luchó contra la pintura de temática histórica, costumbrista y académica porque consideraba que les faltaba emoción y sentimiento. Defendió el impresionismo y el luminismo, que aplicó a sus propias obras. Habló por primera vez en Cataluña de prerrafaelismo y de parnasianismo. A partir de 1899, Casellas concentró los esfuerzos en la escritura de su única novela Els sots feréstechs, considerada como la primera novela modernista de la literatura catalana. La novela era un género que se consideraba poco idóneo para darle salida a la intensa subjetividad emotiva que caracterizaba la literatura modernista, y que parecía tener más salida con la poesía y la narración corta.

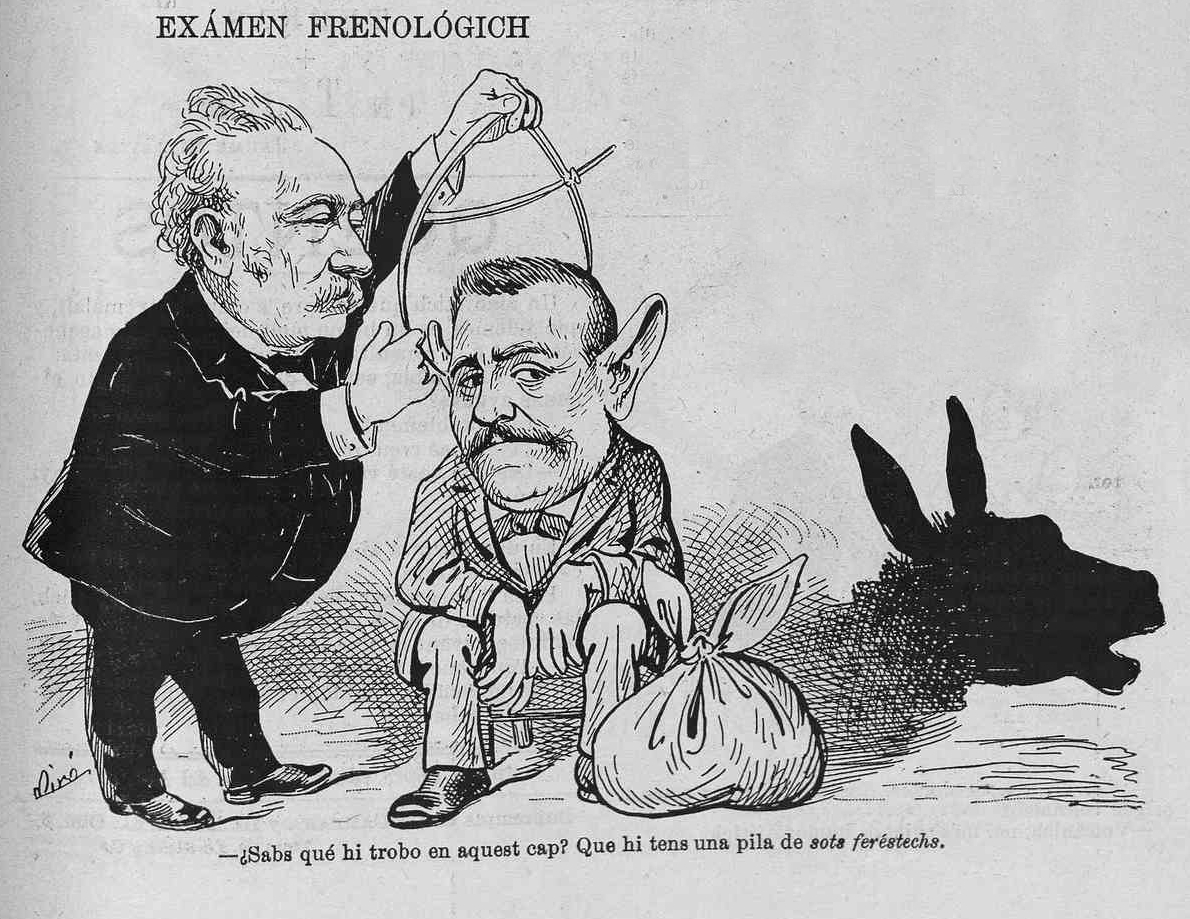
Caricaturizado en La Esquella de la Torratxa (1902)

El mismo 1899, a instancias de Enric Prat de la Riba, se incorporó a La Veu de Catalunya, el diario de la Liga Regionalista. Este es un hecho significativo ya que sitúa ideológicamente a Casellas al lado del catalanismo regenerador y pone a su disposición las páginas de un diario catalán que le permite publicar cuentos con regularidad. La propia novela Els sots feréstechs comenzó a publicarse en La Veu y se publicó en un volumen en 1901. Hasta su muerte, Casellas fue redactor jefe en La Veu, a la vez que continuó escribiendo relatos que llegaron en los volúmenes Les multituds (Las multitudes) en 1906 y Llibre d'histories (Libro de historias) en 1909.
Durante los hechos de la Semana Trágica, en el año 1909, Casellas fue confundido por una patrulla del somatén, que disparó contra él. Pese a salir ileso del accidente, los nervios de Casellas quedaron resentidos. Este hecho, añadido a los conflictos con Enric Prat de la Riba, el convencimiento que sería despedido de La Veu de Catalunya y la sensación de sentirse desplazado por la nueva generación novecentista, le provocaron una crisis depresiva que lo abocó al suicidio. Se suicidó la tarde del día de los difuntos de 1910, lanzándose al paso de un tren, cerca de San Juan de las Abadesas.
Buena parte de los artículos sobre estética y críticas de arte que Casellas había publicado en La Vanguardia fueron recogidos póstumamente en dos volúmenes: Etapes estétiques (1916 y 1918). Estas críticas, de gran valor estético, sirvieron para afianzar a los jóvenes valores modernistas como Santiago Rusiñol o Ramón Casas, y mermar la pujanza de las corrientes academicistas, especialmente en el campo de la pintura.

## Obras

### Narrativa

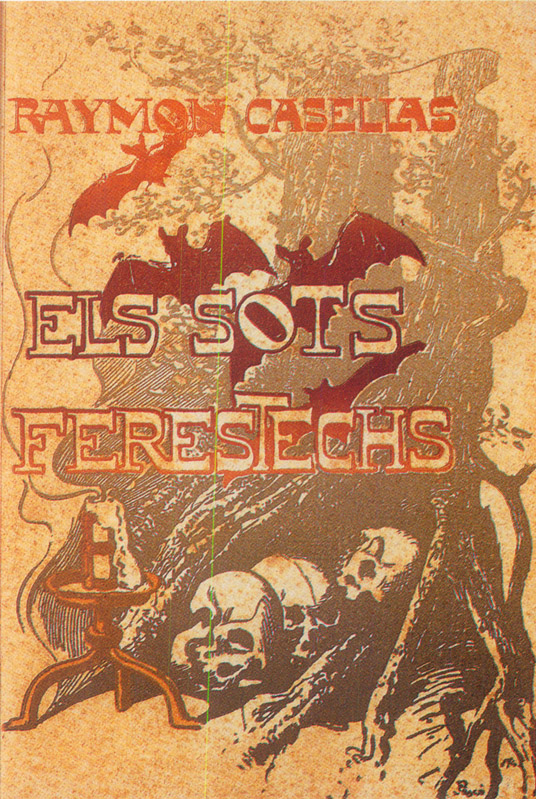
Els sots feréstechs (1901)

- Corrida de caballo (1901)
- Les multituds (1906)
- Llibre d'històries (1909)

### Ensayo
- El dibuixant païsista Lluís Rigalt (1900)
- Etapes estètiques I (1916)
- Etapes estètiques II (1918)